# Zenometridae
Zenometridae zijn een familie van zeelelies uit de orde van de haarsterren (Comatulida).

## Geslachten
- Psathyrometra A.H. Clark, 1907
- Sarametra A.H. Clark, 1917
- Zenometra A.H. Clark, 1907